# Bergwesen
Der Begriff Bergwesen beschreibt alle mit Bergbau in Verbindung stehenden Fach- und Sachgebiete, somit eben das „Wesen des Bergbaus“.
In diesen Bereich fallen unter anderem die Fachgebiete:
- Aufbereitung und Veredelung (die Verarbeitung des mineralischen Rohgutes in ein erlösbringendes Produkt),
- Bergbau unter Tage (Herstellen von Hohlräumen unter Tage zum Zweck der Gewinnung mineralischer Rohstoffe),
- Bergbau über Tage (auch Tagebau genannt, Zweck ist auch hier die Gewinnung eines mineralischen Rohstoffs),
- Tunnelbau (Herstellen eines Hohlraums unter Tage zum Zweck der Herstellung eines Verkehrsweges)
- konstruktiver Tiefbau, soweit es den Bergbau berührt (Druckwasserstollen, Kavernen, …)